# Lagunaggio
Il lagunaggio,  come la fitodepurazione e l'accumulo in serbatoi, è una tecnica naturale di depurazione dei reflui di origine civile e industriale.

La depurazione avviene all'interno di stagni di ossidazione (wetponds), detti anche lagune o stagni biologici,
all'interno dei quali avvengono processi di ossidazione e fermentazione simili a quelli che si realizzano in natura.

Il refluo, prima di affluire negli stagni artificiali, deve essere sottoposto ad un pre-trattamento di grigliatura, ed eventuale disoleatura.

I bacini possono essere realizzati tramite scavo nel terreno, con eventuale impermeabilizzazione tramite tappeto in argilla o fogli in materiale plastico termosaldato, nel caso il terreno non sia sufficientemente impermeabile.

Gli stagni possono essere disposti in serie o in parallelo.

## Tipologia di lagune
Le lagune possono essere:
- aerate;
- non aerate.

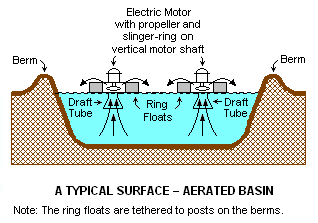
Schema di funzionamento di un bacino aerato)

Le vasche aerate hanno una profondità di circa 3 metri e sono mantenute in condizioni aerobiche da un sistema di aerazione artificiale.

I carichi organici sono relativamente elevati e la popolazione microbica è riconducibile a quella degli impianti a fanghi attivi.

Nelle lagune non aerate la biodemolizione avviene naturalmente, sia aerobicamente mediante la fotosintesi algale e/o l'ossigeno atmosferico assorbito attraverso la superficie aria/acqua, che anaerobicamente.

Le lagune non aerate possono essere ulteriormente classificate, in base ai processi biologici che avvengono all'interno, in:

### Stagni aerobici
Le lagune hanno profondità ridotta (25 - 40 cm) per permettere alla luce solare di penetrare fino al fondo e per garantire la presenza di ossigeno disciolto in tutto il volume liquido.

In tutta la massa liquida si sviluppano le alghe verdi che, tramite fotosintesi, forniscono l'ossigeno necessario al metabolismo delle sostanze organiche

Per evitare l'accumulo di solidi sedimentabili sul fondo si provvede a ricircolare tramite pompaggio la massa del bacino.

### Stagni anaerobici
Hanno profondità  maggiore rispetto ai precedenti (2,5 – 5 m); in queste condizioni lo scambio di ossigeno con l'atmosfera è trascurabile.

Tali stagni vengono utilizzati per trattare reflui con carico organico elevato.

A causa della eccessiva torbidità l'ossigeno e la luce si fermano nei primi strati superficiali e pertanto la sostanza organica immessa subisce un fenomeno di fermentazione ad opera di batteri anaerobici (facoltativi nella parte superficiale e stretti sul fondo), simile a quanto avviene nei digestori anaerobici non riscaldati; per questo motivo questi stagni possono esser causa di sviluppo di cattivi odori.

In corrispondenza della superficie si sviluppa una crosta che, insieme alla torbidità dell'acqua, impedisce il passaggio della luce solare e pertanto, venendo meno la fotosintesi algale, inibisce lo sviluppo delle alghe.

Oltre ai pretrattamenti citati in precedenza, questo sistema richiede anche una sedimentazione primaria.

Riescono a rimuovere fino al 70% della sostanza organica e fino al 30% dei solidi sospesi, però hanno una efficienza limitata nella rimozione dei batteri patogeni.

### Stagni facoltativi
Sono i più comuni e maggiormente utilizzati.

Hanno una profondità variabile da 1 a 2 m e in essi si svolgono sia processi aerobici che anaerobici.

In queste lagune si distinguono tre zone:
- una zona superficiale, aerobica: dove avvengono i processi aerobici, grazie ai batteri aerobi e alle alghe verdi che si formano in superficie (tranne in inverno) e che, tramite fotosintesi, forniscono agli strati superiori del refluo l'ossigeno necessario all'ossidazione;
- una zona sul fondo, anaerobica: dove prevalgono i processi di fermentazione anaerobica a causa dei batteri anaerobi; sul fondo si depositano i solidi sedimentabili di sostanze decomposte dai batteri anaerobici;
- una zona intermedia facoltativa: dove sono presenti i batteri facoltativi, che si adattano sia all'ambiente aerobio, che a quello anaerobio.

Le prestazioni di queste vasche migliorano mediante la miscelazione del liquame entrante con l'effluente depurato.

## Applicazioni
Le lagune sono indicate per la depurazione di reflui provenienti da piccoli o medi centri urbani o da comunità a popolazione fluttuante (villaggi turistici, camping, ecc.).

Infatti nel D.Lgs. n.152/2006 e s.m.i (T.U. ambiente), tra le indicazioni generali riportate nell'Allegato 5, si legge: per tutti gli insediamenti con popolazione equivalente compresa tra 50 e 2.000 abitanti equivalenti, si ritiene auspicabile il ricorso a tecnologie di depurazione naturale quali il lagunaggio o la fitodepurazione ....

Il lagunaggio può essere utilizzato anche come trattamento terziario dei reflui provenienti dai depuratori tradizionali.

Possono essere realizzate anche a valle di un impianto di fitodepurazione, con la duplice funzione di affinamento finale delle acque trattate e di riqualificazione ambientale e paesaggistica del luogo.

## Vantaggi
- Economicità di realizzazione e di gestione.
- Alta efficienza nell'eliminazione di microrganismi patogeni, batteri e virus.
- Consumo energetico limitato.
- Possibilità di sopportare carichi inquinanti discontinui, anche con punte di inquinamento non diversamente trattabili.
- Consentono il recupero a scopo irriguo dell'acqua depurata.
- Ottimo inserimento nell'ambiente e nel paesaggio; infatti hanno l'aspetto di laghetti naturali e possono favorire inoltre la colonizzazione anche di biocenosi animali e vegetali locali, dando vita a un vero e proprio ecosistema.

## Svantaggi
- Hanno necessità di superfici elevate, da 2 a 4 m2/ a.e. - molto maggiori rispetto alla fitodepurazione - e di rispettare distanze dai centri abitati (almeno 200 m, e fino a 500 per gli anaerobici).
- Le efficienze depurative in inverno sono inferiori.
- Problemi di odori molesti (in particolare negli stagni anaerobici) e di proliferazione di insetti.